# Polypodium chirripoense
Polypodium chirripoense là một loài dương xỉ trong họ Polypodiaceae. Loài này được Lellinger mô tả khoa học đầu tiên năm 2003.